# أولوغ محمد
أولوغ محمد (1405-1445 ؛ الأردية والفارسية: ألوغ محمد ؛ (بالتتارية: Олуг Мөхәммәт)‏. (بالروسية: Улуг Мухаммед)‏ )، كما كتبه المستشرقون أولانوس، كان خان القبيلة الذهبية ومؤسس خانات قازان.

## القبيلة الذهبية
أولوغ محمد جاء أولاً إلى السلطة بعد وفاة يرمفيردن. وكان منافسه الرئيسي للسيطرة على القبيلة ابن عمه  دولت بردي، ابن يرمفيردن. خلال معظم فترة حكمه، كان أولوغ محمد يسيطر على سراي، وبالتالي كان ينظر إليه على أنه الحاكم الأكثر شرعية داخل القبيلة، على الرغم من أنه تم الاستيلاء عليها من قبل منافسه بعد حصار سراي في عام 1420 وسيطر عليها لمدة عامين.
في عام 1422 هزم برق خان كلاً من أولوغ محمد ودولة وطردهم من البلاد. بينما بقى دولت بردي في ضواحي شبه جزيرة القرم، فر أولوغ محمد إلى دوقية ليتوانيا الكبرى وطلب المساعدة من فيتوتاس الكبير. بفضل هذه المساعدة، تمكن من الهجوم على برق والاستيلاء على سراي.
بعد استعادة السيطرة على الخانية، قاد محمد سياسة خارجية نشطة. واصل الحفاظ على علاقات ودية مع فيتوتاس. بعث برسالة ودية إلى السلطان التركي مراد الثاني (14 مارس 1428)، أعلن فيها ولائه له، وأرسل سفارة إلى سلطان المماليك بمصر برسباي (1429). لم يتلقى محمد أي رد من تركيا أومصر بعدها استقبل محمد بحمد سفراء الإمبراطور الألماني كارل الرابع.
سار أولوغ محمد إلى شبه جزيرة القرم، حيث أعاد دولت بردي تأسيس نفسه بعد هزيمة برق وموته. بعد سلسلة من المناوشات غير الحاسمة والتي توقفت لفترة بسبب وفاة فيتوتاس، مما اضطر أولوغ محمد لتركيز قواته على ليتوانيا، حيث انه دعم سيجيسموند كيستوتايتيس ضد شويتريجريل في النضال من أجل العرش الليتواني. دعم شويتريجريل بدوره دولت بردي وسعيد أحمد الأول، وكذلك فعل فاسيلي الثاني أمير موسكو.
وظهر منافس جديد في الصراع من أجل العرش وهو محمد بن تيمور خان (الذي أطلق عليه محمد کوچک أي محمد الصغير لتفريقه عن أولوغ محمد) والذي كان يحوز على دعم من حاج ترخان ( أستراخان حاليا).
في السنوات من 1434-1436 في القبيلة الذهبية، تم تأسيس حكم ثلاثي مشترك مؤقت بين كل من أولوغ محمد وكيتشي محمد وسعيد أحمد. في عام 1434، أثنى فاسيلي الثاني على الثلاثة. ومع ذلك، ادعى الدبلوماسي الفينيسي جيوسافات باربارو، الذي كان في ذلك الوقت في القبيلة، أن اسميا كان الحكم لأولوغ محمد.

## كازان
في 1436 عاد الصراع بقوة بين الثلاثة وفقد أولوغ محمد السيطرة على القبيلة الذهبية وفر إلى شبه جزيرة القرم، تشاجر مع القرم، وقاد جيشا من 3000 رجل في الشمال واستولى على مدينة بيليف الحدودية. في عام 1437 أرسل فاسيلي الثاني ضده جيشًا ضخمًا بقيادة ديمتري شمياكا، لكنه هُزم جيش الروس في معركة بيليف. بعد فترة وجيزة انتقل إلى فولغا وفي عام 1438 استولى على قازان، وفصلها عن القبيلة الذهبية. في عام 1439 م داهم روسيا وأحرق كولومنا وضواحي موسكو. ليست لدينا معلومات عن السنوات الخمس المقبلة.
في 1444–1445 احتل نيجني نوفغورود وسار في موروم. وردا على ذلك قاد فاسيلي الثاني قوة كبيرة لمواجهة الخان في بداية عام 1445 ودارت معركة صغيرة وهزم فيها الخان الذي تراجع بقواته. لكن بعدها في شهر يوليو بنفس العام أرسل الخان أولوغ محمد ابنيه محمود ويعقوب في حملة ضد روسيا في معركة سوزدال التي قاموا فيها بهزِيمة وأسر فاسيلي الثاني، لكن سرعان ما تم فدية. توفي أولوغ محمد خان بعد فترة وجيزة من عودته إلى قازان.

## عائلة
كان أولوغ محمد على الأرجح هو ابن جلال الدين خان، وحفيد توختاميش، على الرغم من أنه قد ينحدر من حسن جفاي، أحد أقارب توختاميش.  وفي كلتا الحالتين، كان سليل جوجي خان، وبالتالي جنكيز خان.  لاحظ أن ما ورد أعلاه يتناقض مع قسم الأنساب أدناه. تقول ويكيبيديا الروسية أن أصله غير مؤكد وأن هناك العديد من الآراء.
أبناء أولوغ محمد خان المعروفون: محمود، يعقوب، مصطفى، قاسم.
توفي ابنه مصطفى في القتال بالقرب من ريازان في عام 1444. بعدمعركة سوزدال ورغم الانتصار ذهب ابنه قاسم خان إلى روسيا ودخل في خدمة الروس وفي عام 1452 أسس خانية قاسم. تولى الحكم بعد أولوغ خان ابنه محمود كخان لقازان.

## نسبه
- جنكيز خان
- جوجي خان
- توكا تيمور
- يورنج تيمور (خان دي كريميه)
- ساريدجا
- تولاك تيمور
- توكا تيمور
- كيندي توك تيمور
- علي بك تولا تيمور
- حسن تاك تيمور
- أولوغ محمد (1437-1446)
- يعقوب
- الشيخ احمد
- حسين إيفان فاسيليفيتش